# La proposta di un gentiluomo
La proposta di un gentiluomo (An Offer From a Gentleman) è un romanzo della scrittrice americana Julia Quinn pubblicato nel 2001. Si tratta del terzo romanzo della saga dei Bridgerton.

## Trama
Il libro è ambientato tra il 1815 e il 1817 e racconta la storia di Benedict Bridgerton, secondogenito della famiglia Bridgerton. Benedict si innamora di Sophie Beckett, figlia illegittima del conte Richard Gunningworth, e ora cameriera e ospite del secondogenito Bridgerton.

## Accoglienza
Il romanzo ha scalato le classifiche del New York Times.

## Edizioni
- Julia Quinn, La proposta di un gentiluomo, Milano, Arnoldo Mondadori Editore, 2020, ISBN 978-8804724292, OCLC 1238137532.